# الجدول الزمني لصياغة دستور الولايات المتحدة والتصديق عليه
بدأت صياغة دستور الولايات المتحدة في 25 مايو 1787، عندما اجتمع المؤتمر الدستوري لأول مرة بنصاب قانوني في دار ولاية بنسلفانيا (قاعة الاستقلال الآن) في فيلادلفيا، بنسلفانيا لمراجعة وثائق الكونفدرالية. وانتهت في 17 سبتمبر 1787، وهو اليوم الذي اعتُمد إطار الحكومة الذي صاغه مندوبو المؤتمر. بدأت عملية التصديق على الدستور في ذلك اليوم، وانتهت عندما صدقت عليه الولاية الأخيرة، رود آيلاند، في 29 مايو 1790.
يتضمن هذا الجدول الزمني، بالإضافة إلى الأحداث الرئيسية أثناء المؤتمر الدستوري وبعد ذلك أثناء عرض الدستور على الولايات للتصديق عليه، أحداثًا مهمة جرت خلال الفترة التي سبقت المؤتمر وأثناء انتقال البلاد من الحكومة بموجب وثائق الكونفدرالية إلى الحكومة بموجب الدستور. انتهى هذا الجدول بالتصويت الفريد للتصديق من قبل جمهورية فيرمونت، والتي كانت في ذلك الوقت دولة ذات سيادة خارج الاتحاد. الفترة الزمنية التي يغطيها هذا التقرير هي 5 سنوات و9 أشهر، منذ 25 مارس 1785 حتى 10 يناير 1791.

## 1785
25 مارس: انعقاد مؤتمر ميريلاند-فيرجينيا
كان من المقرر في البداية أن يعقد المؤتمر في الإسكندرية في ولاية فيرجينيا في 21 مارس، ولكن اجتمع مندوبون يمثلون ولايتي ميريلاند وفيرجينيا في ماونت فيرنون، موطن جورج واشنطن في مقاطعة فيرفاكس، لمناقشة حقوق الملاحة في الممرات المائية المشتركة بين الولايات. وحضر المؤتمر الذي عُرف فيما بعد باسم مؤتمر ماونت فيرنون كل من دانيال من سانت توماس جينيفر، وتوماس ستون، وصامويل تشيس، من ميريلاند؛ إلى جانب جورج ماسون، وألكسندر هندرسون من فيرجينيا.
28 مارس: اختتام مؤتمر ميريلاند-فيرجينيا
وافق المندوبون على اتفاقية من ثلاث عشرة نقطة، تُعرف باسم اتفاقية ماونت فيرنون، والتي تنظم التجارة وصيد الأسماك والملاحة في مياه نهري بوتوماك وبوكوموك وخليج تشيسابيك. صادقت الجمعيات العامة لولاية فرجينيا وميريلاند على الاتفاقية لاحقًا، لتصبح أول اتفاقية بين الولايات في البلاد.

## 1786
21 يناير: الدعوة إلى مؤتمر لمعالجة بعض عيوب الحكومة الفيدرالية
دعت الجمعية العامة لولاية فرجينيا إلى عقد اتفاقية بين الولايات بهدف مناقشة وتطوير إجماع حول التخلص من الحواجز التجارية الموجودة بين الولايات المختلفة.
11 سبتمبر: انعقاد مؤتمر أنابوليس
اجتمع مندوبون يمثلون ديلاوير ونيوجيرسي ونيويورك وبنسلفانيا وفيرجينيا في أنابوليس بولاية ماريلاند لمناقشة طرق تسهيل التجارة بين الولايات ووضع قواعد ولوائح قياسية. وصل المندوبون المعينون من ماساتشوستس ونيوهامبشاير وكارولينا الشمالية ورود آيلاند متأخرين جدًا للمشاركة أو لم يحضروا لسبب آخر. لم تعين أربع ولايات: كونيتيكت وجورجيا وميريلاند وكارولينا الجنوبية أي مندوبين.
14 سبتمبر: تأجيل مؤتمر أنابوليس
يتضمن تقرير المؤتمر، الذي أرسل إلى الكونغرس والهيئات التشريعية للولايات المختلفة، طلبًا بعقد مؤتمر آخر في مايو التالي في فيلادلفيا لمناقشة تعديل مواد الاتحاد.
23 نوفمبر
انتخبت نيوجيرسي مندوبين إلى المؤتمر الدستوري المقترح. وحضر المؤتمر كل من ديفيد بريارلي وجوناثان دايتون وويليام هيوستن وويليام ليفينجستون وويليام باترسون.
4 ديسمبر
انتخبت فرجينيا مندوبين إلى المؤتمر الدستوري المقترح. حضر المؤتمر كل من جون بلير الابن وجيمس ماديسون وجورج ماسون وجيمس ماكلورج وإدموند راندولف وجورج واشنطن وجورج وايت.
30 ديسمبر
انتخبت بنسلفانيا مندوبين إلى المؤتمر الدستوري المقترح. حضر المؤتمر كل من جورج كليمر وتوماس فيتزسيمونز وبنجامين فرانكلين وجاريد إنجرسول وتوماس ميفلين وغوفيرنور موريس وروبرت موريس وجيمس ويلسون.

## 1787
6 يناير
انتخبت ولاية كارولينا الشمالية مندوبين إلى المؤتمر الدستوري المقترح. حضر المؤتمر كل من ويليام بلونت، وويليام ريتشاردسون ديفي، وألكسندر مارتن، وريتشارد دوبس سبايت، وهيو ويليامسون.
17 يناير
انتخبت ولاية نيو هامبشاير مندوبين إلى المؤتمر الدستوري المقترح في فيلادلفيا. حضر المؤتمر كل من نيكولاس جيلمان وجون لانجدون.
3 فبراير
انتخبت ولاية ديلاوير مندوبين إلى المؤتمر الدستوري المقترح. حضر المؤتمر كل من ريتشارد باسيت، وجونينج بيدفورد جونيور، وجاكوب بروم، وجون ديكينسون، وجورج ريد.
10 فبراير
انتخبت ولاية جورجيا مندوبين إلى المؤتمر الدستوري المقترح. حضر المؤتمر كل من أبراهام بالدوين، وويليام فيو، وويليام هيوستن، وويليام بيرس.
21 فبراير: الدعوة إلى مؤتمر لمناقشة التعديلات على وثائق الكونفدرالية
دعا مؤتمر الاتحاد إلى مؤتمر دستوري «للغرض الوحيد والصريح المتمثل في مراجعة مواد الاتحاد وإبلاغ الكونغرس والهيئات التشريعية المختلفة عن مثل هذه التعديلات والأحكام الواردة فيها وتحسين الدستور الفيدرالي فيما يخص متطلبات الحكومة والحفاظ على الاتحاد بعد الاتفاق على المواد في الكونغرس وتأكيدها من قبل الولايات».
3 مارس
انتخبت ماساتشوستس مندوبين إلى المؤتمر الدستوري القادم. حضر المؤتمر إلبريدج جيري وناثانيال جورهام وروفس كينج وكاليب سترونج.
6 مارس
انتخبت نيويورك مندوبين إلى المؤتمر الدستوري القادم. حضر المؤتمر ألكسندر هاملتون وجون لانسينج جونيور وروبرت ييتس.
8 مارس
انتخبت ساوث كارولينا مندوبين إلى المؤتمر الدستوري القادم. حضر المؤتمر بيرس بتلر وتشارلز كوتسوورث بينكني وتشارلز بينكني وجون راتليدج.
23 أبريل
انتخبت ماريلاند مندوبين إلى المؤتمر الدستوري القادم. حضر المؤتمر كل من دانييل كارول، ودانييل من سانت توماس جينيفر، ولوثر مارتن، وجيمس ماكهينري، وجون ميرسر.
5 مايو
فشل اقتراح إرسال مندوبين إلى المؤتمر الدستوري في الجمعية العامة لولاية رود آيلاند.
14 مايو: التحضير لبدء المؤتمر الدستوري المجدول
تأجل الاجتماع الافتتاحي للمؤتمر بسبب عدم اكتمال النصاب القانوني؛ نظرًا لأن عددًا صغيرًا فقط من المندوبين وصل إلى فيلادلفيا.
14 مايو
انتخبت كونيتيكت مندوبين إلى المؤتمر الدستوري. حضر إلى المؤتمر كل من أوليفر إلسورث، وويليام صامويل جونسون، وروجر شيرمان.
17 مايو
أرسل «بعض مواطني رود آيلاند» خطابًا إلى المؤتمر ليعبروا فيه عن دعمهم لعمله وعن أسفهم لعدم مشاركة الولاية.
25 مايو: انعقاد المؤتمر الدستوري
مع تجمع عدد كافٍ من المندوبين في مجلس ولاية بنسلفانيا لتشكيل النصاب القانوني، انعقد المؤتمر الدستوري وبدأ المندوبون عملهم. انتُخب جورج واشنطن رئيسًا للمؤتمر، وويليام جاكسون سكرتيرًا للمؤتمر، واستلم ألكسندر هاملتون وتشارلز بينكني وجورج وايت مهمة إعداد قواعد المؤتمر.
29 مايو
قدم إدموند راندولف خطة فيرجينيا (المعروفة أيضًا باسم خطة الولاية الكبيرة أو خطة راندولف) لهيكلة الحكومة الفيدرالية.
29 مايو
قدم تشارلز بينكني خطة بينكني لهيكلة الحكومة الفيدرالية.
30 مايو
انتُخب ناثانيال جورهام لمنصب رئيس «لجنة الكل».
11 يونيو
قدم روجر شيرمان تسوية كونيتيكت (المعروفة أيضًا باسم شيرمان أو التسوية الكبرى) التي تدعو إلى التمثيل النسبي (على أساس عدد السكان) في مجلس النواب والتمثيل المتساوي لكل ولاية في مجلس الشيوخ. استلمت اللجنة خطة التسوية في 2 يوليو وطرحتها للتصويت في 16 يوليو.
15 يونيو
قدم ويليام باترسون خطة نيوجيرسي (المعروفة أيضًا باسم خطة الدولة الصغيرة أو خطة باترسون) لهيكلة الحكومة الفيدرالية.
18 يونيو
قدم ألكسندر هاملتون خطة هاملتون (المعروفة أيضًا باسم الخطة البريطانية) لهيكلة الحكومة الفيدرالية.
2 يوليو
اختيرت لجنة الحادي عشر، التي كانت تتألف من أبراهام بالدوين، وجونينج بيدفورد، وويليام ديفي، وأوليفر إلزوورث، وبنجامين فرانكلين، وإلبريدج جيري، ولوثر مارتن، وجورج ماسون، وجون راتليدج، وويليام باترسون، وروبرت ييتس، للتوصل إلى حل وسط بشأن قضية التمثيل في مجلسي الهيئة التشريعية الفيدرالية.